# Hans-Christoph Schüller
Hans-Christoph Schüller (* 1949) ist ein deutscher Notar.

## Werdegang
Schüller studierte Rechtswissenschaften in Freiburg und Bonn. 1978 wurde er mit einer Arbeit über die Pfändbarkeit des Nießbrauchs promoviert. Von 1982 bis 1993 war er Notar in Mönchengladbach, seit 1994 ist er Notar in Düsseldorf.
1993 wurde er Mitglied im Vorstand der Rheinischen Notarkammer und wurde 2001 zum Präsidenten der Kammer gewählt. Von 2001 bis 2009 war er zudem Mitglied im Präsidium der Bundesnotarkammer, darunter ab 2004 als 2. Vizepräsident. Unter seiner maßgeblichen Leitung entstand das elektronische Handelsregister.
Seit 2000 ist er Mitglied des Kuratoriums der Stiftung des Marien-Hospitals in Düsseldorf und des Verbundes Katholischer Krankenhäuser in Düsseldorf und berät dort in juristischen Fragen.

## Ehrungen
- 2004: Verdienstkreuz am Bande der Bundesrepublik Deutschland
- 2013: Verdienstkreuz 1. Klasse der Bundesrepublik Deutschland